# Franciszek Orłowicz
Franciszek Orłowicz ps. „Urbanowicz”, „Tobruk”, „Lech” (ur. 8 stycznia 1900 w Kołtynianach, zm. 1967 w Pittsburghu) – podpułkownik piechoty Wojska Polskiego, działacz niepodległościowy, kawaler Orderu Virtuti Militari.

## Życiorys
Urodził się 8 stycznia 1900 w Kołtynianach, w ówczesnym powiecie święciańskim guberni wileńskiej, w rodzinie Jana i Anny z domu Ibelhaupt. W czasie I wojny światowej razem z rodziną został ewakuowany w okolice Charkowa, gdzie kontynuował naukę w gimnazjum, a następnie zaciągnął się do armii rosyjskiej.
W lutym 1918 został członkiem Polskiej Organizacji Wojskowej. Początkowo pełnił funkcję komendanta placówki, a następnie komendanta Obwodu Święciany.
17 lipca 1925 został mianowany z dniem 1 kwietnia 1925 porucznikiem ze starszeństwem z 1 stycznia 1925 i 9. lokatą w korpusie oficerów piechoty. W tym samym roku został przeniesiony do 13 pułku piechoty w Pułtusku. W czerwcu 1933 został przeniesiony do Korpusu Ochrony Pogranicza i przydzielony do 1. kompanii granicznej „Druja” batalionu KOP „Słobódka”. 27 czerwca 1935 został awansowany do stopnia kapitana ze starszeństwem z dniem 1 stycznia 1935 i 102. lokatą w korpusie oficerów piechoty. W lutym 1938 został przydzielony do Dywizyjnego Kursu Podchorążych Rezerwy 16 DP przy 65 pułku piechoty w Grudziądzu na stanowisko dowódcy kompanii szkolnej. W marcu 1939 pełnił służbę w 64 pułku piechoty w Grudziądzu na stanowisku dowódcy plutonu artylerii piechoty. W trzeciej dekadzie sierpnia 1939, w czasie mobilizacji alarmowej pułku, objął stanowisko kwatermistrza. Na tym stanowisku wziął udział w kampanii wrześniowej.
W 1956 wyjechał do Stanów Zjednoczonych. Zamieszkał w Pittsburghu, w stanie Pensylwania. Włączył się aktywnie w działalność Stowarzyszenia Polskich Kombatantów w Stanach Zjednoczonych.
Zmarł w 1967 w Pittsburghu i tam został pochowany. W Ciechanowie na cmentarzu komunalnym ma grób symboliczny, obok żony (sektor 14-8-12).
Franciszek Orłowicz był żonaty z Jadwigą z Chmielińskich (1909–1970), z którą miał syna Lecha Tadeusza (1931–2017).

## Ordery i odznaczenia
- Krzyż Srebrny Orderu Wojskowego Virtuti Militari[16]
- Krzyż Walecznych[19]
- Krzyż Walecznych dwukrotnie[20]
- Złoty Krzyż Zasługi z Mieczami[16]
- Medal Niepodległości – 29 grudnia 1933 „za pracę w dziele odzyskania niepodległości”[21][22]
- Srebrny Krzyż Zasługi – 25 maja 1929 „za zasługi na polu przysposobienia wojskowego”[23][24]
- Krzyż Zasługi Wojsk Litwy Środkowej[24]
- Medal Pamiątkowy za Wojnę 1918–1921
- Medal Dziesięciolecia Odzyskanej Niepodległości
- francuski Krzyż Kombatanta-Ochotnika[16]
- brytyjski Medal Wojny 1939–1945[16]
- łotewski Medal Pamiątkowy 1918–1928 – 11 listopada 1934[25]